# Allégorie de la Vertu (Le Corrège)
L'Allégorie de la Vertu est une huile sur toile peinte par le Corrège autour de 1531 et mesurant 149 × 88 cm, aujourd'hui conservée au musée du Louvre, à Paris. Le tableau et son pendant, l'Allégorie du Vice ont été peints comme une paire pour le studiolo d'Isabelle d'Este à Mantoue. Une esquisse est conservée à la galerie Doria-Pamphilj à Rome.

Esquisses
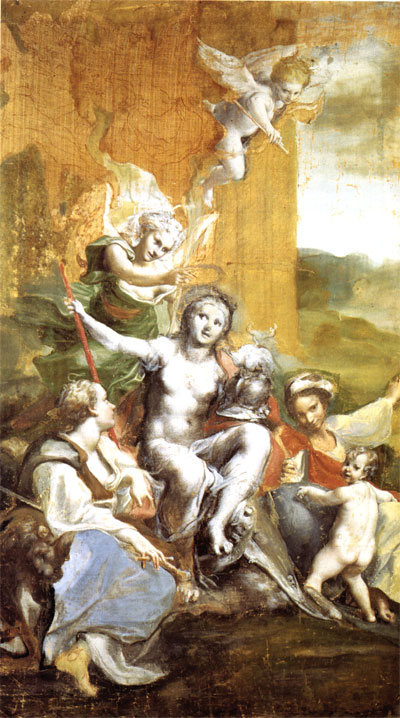
Celle de la Galerie Doria Pamphili
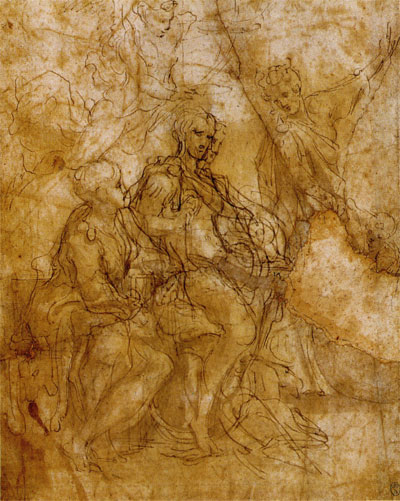
Dessin préparatoire
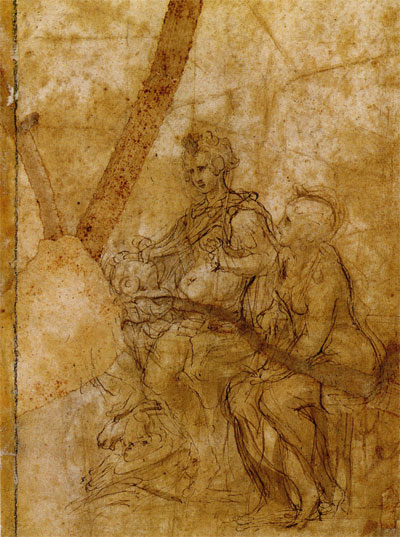
Dessin préparatoire

## Description
Traditionnellement  représentée avec une lance et un casque à plumes, Minerve trône  au centre, - le travail peut même être une continuation de l'œuvre de Mantegna Minerve chassant les Vices du jardin de la Vertu (également au Louvre), peint pour le même studiolo italien et mettant également en vedette une Minerve avec une lance rouge. D'autres l'ont interprété comme le personnage d'Isabelle elle-même, vêtue comme la Sagesse. Une Gloire plane au-dessus d'elle tenant une couronne, tandis qu'une femme assise à droite est entourée par les symboles des quatre vertus cardinales (un serpent dans ses cheveux pour la Prudence, l'épée de la Justice, les rênes de la Tempérance et la peau du Lion d'Hercule pour la Force). Certains interprètent la figure féminine noire assise sur la droite comme l'Astrologie, la Science ou la Vertu Intellectuelle. 

## Historique

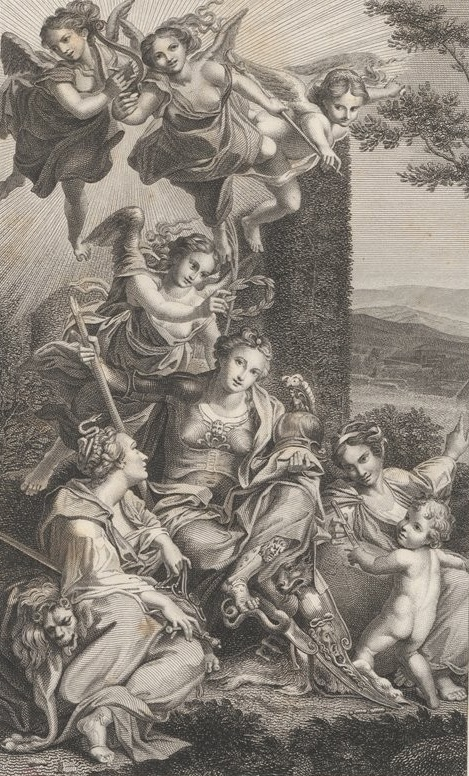
Gravure d'Antoine-Claude-François Villerey.

Après que le contenu du studiolo a été dispersé, La Vertu et l'œuvre de Mantegna ont été données au cardinal de Richelieu autour de 1627 et installées à Paris. Là, les œuvres ont été acquises par Eberhard Jabach en 1671, avant d'être revendues au roi Louis XIV - la Vertu et Le Vice se trouvent toujours aujourd'hui au Musée du Louvre,.